# Lakeem Jackson
Lakeem "Keem" Jackson (Charlotte, Carolina del Norte, 10 de agosto de 1990) es un jugador de baloncesto estadounidense que actualmente se encuentra sin equipo. Con 1,96 metros de estatura, juega en la posición de alero.

## Trayectoria deportiva

### Universidad
Jugó cuatro temporadas con los Gamecocks de la Universidad de Carolina del Sur, en las que promedió 6,4 puntos, 4,8 rebotes, 1,9 asistencias y 1,0 robos de balón por partido.

### Profesional
Tras no ser elegido en el Draft de la NBA de 2013, firmó su primer contrtato profesional con el BK Iskra Svit de la liga de Eslovaquia, donde jugó una temporada, en la que promedió 13,7 puntos y 6,1 rebotes por partido, lo que le valió para renovar por una temporada más, mejorando sus números en esta segunda temporada hasta los 18,0 puntos y 8,6 rebotes por partido.
En junio de 2015 firmó contrato con el RheinStars Köln de la ProA, la segunda división del baloncesto alemán, donde jugó una temporada como titular, en la que promedió 12,5 puntos y 7,2 rebotes por partido.
En octubre de 2016 se comprometió con el también equipo alemán del ETB Wohnbau Baskets Essen, donde sólo disputó nueve partidos, en los que promedió 7,2 puntos y 4,9 rebotes, acabando la temporada en el Busan KT Sonicboom de la liga de Corea del Sur.